# Lutzomyia dispar
Lutzomyia dispar är en tvåvingeart som beskrevs av Martins A. V., Silva J. E. 1963. Lutzomyia dispar ingår i släktet Lutzomyia och familjen fjärilsmyggor. Inga underarter finns listade i Catalogue of Life.